# Sîvaske
Sîvaske (în ucraineană Сиваське) este o așezare de tip urban din raionul Novotroiițke, regiunea Herson, Ucraina. În afara localității principale, nu cuprinde și alte sate.

## Demografie
Componența lingvistică a așezării de tip urban Sîvaske
     Ucraineană (93,37%)
     Rusă (5,82%)
     Alte limbi (0,42%)
Conform recensământului din 2001, majoritatea populației așezării de tip urban Sîvaske era vorbitoare de ucraineană (93,37%), existând în minoritate și vorbitori de rusă (5,82%).